# 1998年香港立法會金融服務界功能界別補選
1998年香港立法會金融服務界功能界別補選是香港特別行政區成立的第1次香港立法會議席補選。

## 背景
詹培忠因偽造文件罪名成立，而被判入獄三年(高等法院刑事案件1997年第133宗 HCCC133/1997)，其後上訴並獲減刑至一年(CACC 402/1998)。
詹培忠於1998年8月1日被定罪，並於1998年8月3日被高等法院原訟法庭判處監禁3年。
梁智鴻在1998年9月9日的立法會會議上，根據基本法第七十九（六）條動議褫奪詹培忠的議員資格，並獲超過三分之二出席議員贊成通過。詹培忠因未獲懲教署批准外出許可，未能出席該次的立法會會議。
立法會主席在議案通過後，隨即宣告詹培忠喪失立法會議員的資格。 議席即時出缺。

## 補選前期工作
選舉事務處於1998年9月17日發出新聞公報，並於翌日在憲報刊登公告，宣佈補選的提名期由9月24日至10月7日，投票日為11月5日(星期四)。

## 選舉結果
只有港進聯的馮志堅參選，並獲選舉主任確認提名有效。
選舉主任在1998年10月16日的憲報公告中，宣布馮志堅自動當選。
馮志堅在選舉之後的第一次立法會會議(1998年10月21日)上，作出立法會誓言。

## 外部參考
1. ↑  . www.hklii.org.   [2022-05-15]. （原始内容存档于2022-05-15）.
2. ↑  . www.hklii.org.   [2022-05-15]. （原始内容存档于2022-05-15）.
3. ↑  . www.legco.gov.hk.   [2022-05-15]. （原始内容存档于2019-10-31）.
4. ↑  . 1998-09-08  [2022-05-15]. （原始内容存档于2004-04-21）.
5. ↑  http://www.legco.gov.hk/yr98-99/chinese/counmtg/hansard/980909fc.pdf （页面存档备份，存于） 1998年9月9日會議過程正式紀錄第98頁至109頁
6. ↑  .   [2016年11月17日]. （原始内容存档于2019年11月1日）.
7. ↑  . 1998-09-17  [2022-05-15]. （原始内容存档于2001-07-11）.
8. ↑  . 1998-09-24  [2022-05-15]. （原始内容存档于2022-05-15）.
9. ↑  . 1998-10-07  [2022-05-15]. （原始内容存档于2004-05-11）.
10. ↑  . 1998-10-16  [2016-11-17]. （原始内容存档于2017-05-10）.
11. ↑  . www.legco.gov.hk.   [2022-05-15]. （原始内容存档于2020-10-29）.